# Anne Floriet
Anne Floriet, född 1 juni 1963, är en fransk längdåkare och skidskytt.

## Paralympiska vinterspelen 2006
Anne Floriet vann den 11 mars 2006 guldmedaljen i skidskytte, 12,5 km, i Paralympiska vinterspelen 2006 i Turin i kategorin stående och bronsmedaljen i 7.5 kilometer 14 mars 2006 i samma kategori. Hon vann också en bronsmedalj i längdskidåkning 10 kilometer i klassisk stil.
Hon fick äran att ha blivit vald till flaggbärare för den franska delegationen i Turin.

## Meriter
- Guld vid paralympiska vinterspelen 2006, skidskytte 12,5 km stående
- Brons vid paralympiska vinterspelen 2006, skidskytte 7,5 km stående
- Brons vid paralympiska vinterspelen 2006, längdskidåkning 10 km stående